# August von Frese
August Mauritz Victor von Frese (auch: Frese-Loppersum, * 12. April 1850 in (Emden-)Harsweg; † 28. Februar 1920 in Hannover) war deutscher Landwirt, Präsident der Landwirtschaftskammer, Landschaftsrat sowie Mitglied des Provinzial-Landtages.

## Herkunft
Seine Eltern waren Wilhelm Louis Georg von Frese (* 1. April 1809; † 28. Juli 1852) und dessen Ehefrau Amalie von Issendorff (* 5. November 1822; † 8. Mai 1905).

## Leben
Trotz des frühen Todes seines Vaters verlebte er sein Jugend auf der Domäne Harsweg. Ab den 1860er Jahren lebte er auf dem Gut Wichhusen, das seine Mutter vom Kaufmann P. J. Abegg abgekauft hatte. Frese erhielt seine Schulbildung auf dem Gymnasium Georgianum in Lingen, wo er am 31. März 1868 seinen Schulabschlusses machte. Anschließend ging er zur Ausbildung zum Domainenpächters A. Strohmeyer nach Pattensen bei Hannover, danach zur königlichen Domäne Calenberg bei Nordstemmen und für einige Monate des Jahres 1871 auf das Rittergut Barfelde bei Gronau. Während des Deutsch-Französischen Krieges wurde er in das Infanterie-Regiment Nr. 79 eingezogen. Mit diesem Regiment kämpfte er in acht Schlachten darunter der Schlacht bei Le Mans.
Nach dem Krieg wurde er im Alter von gerade 21 Jahren vom 1. Januar 1872 bis 1. Mai 1873 als Verwalter der Domäne Calenberg eingesetzt. Anschließend immatrikulierte Freese 1873 in Göttingen und danach in Halle, wo er Landwirtschaft (Ökonomie) bzw. „Naturwissenschaften“ studierte. Danach bot ihm sein Onkel Friedrich Christian Ernst von Frese 1874 die Möglichkeit dessen Gut Loppersum zu bewirtschaften. Als sein Onkel im April 1875 verstarb pachtete Frese das Gut von seiner Tante. Ab 1896 erweiterte er das Gut systematisch, indem er umliegende Grundstücke aufkaufte, das Gut Wichhusen verkaufte er hingegen. Im Jahr 1909 zog er sich aus der Landwirtschaft zurück. Seine Frau war verstorben und er widmete sich nun seinen zahlreichen Ehrenämtern.
Bereits seit 1880 war er Mitglied der Registrierungskommission des „Stammbuchs für ostfriesisches  Milchvieh“, dann ab 1883 des Vorstandes des neugegründeten „Vereins  der Ostfriesischen Stammviehzüchter“, dessen Vorsitz er von 1887 bis 1905 innehatte. Daneben war er von 1898 bis 1917 auch Präsident des Landwirtschaftlichen Hauptvereins, bei seinem Abschied 1917 wurde er zum Ehrenpräsidenten ernannt. Vor allem die ostfriesischen Rindviehzüchter konnten große Erfolge verzeichnen. Im gleichen Jahr wurde er zum Kammerpräsidenten ernannt, was ihn veranlasste nach Hannover umzuziehen.
Als Mitglied der Zentral-Moorkommission in Berlin förderte er auch die landwirtschaftliche Erschließung der Moorgebiete in Ostfriesland. Frese wurde im April 1899 mit dem Rittergut Loppersum offiziell in die ostfriesische Ritterschaft aufgenommen, 1908 wurde er als ritterschaftlicher Landschaftsrat in das Kollegium der Ostfriesischen Landschaft gewählt.

## Familie
Frese heiratete am 4. September 1876 war Franziska von Ompteda (* 13. Oktober 1850; † 9. September 1908). Das Paar hatte mehrere Kinder:
- Marie Amalia Caroline (* 7. Mai 1879; † 7. April 1940) ⚭ 1904 Melchior von Hugo (* 23. März 1872; † 1. Dezember 1939), Professor und Bildhauer
- Frieda Almuth Anna Klothilde (* 23. August 1881; † 7. Oktober 1954), Präsidentin des Provinzialverbandes Hannoverscher Landwirtschaftlicher Hausfrauenvereine ⚭ 1905 Ernst von Bülow (1872–1929), schaumburg-lippischer Kammerherrn
- Lilli Elisabeth Erna Caroline (* 6. Dezember 1882; † 12. Mai 1941) Kanonissin im Kloster Ebstorf
- Occo Friedrich Victor Karl (* 19. August 1886; † 5. Juli 1952), Abgeordneter des Hannoverschen Provinziallandtages ⚭ Carla Sophie Adelheid von Freese (* 13. Mai 1894; † 21. November 1969)